# Guasave
Guasave es una ciudad mexicana situada en el estado de Sinaloa, cabecera del municipio homónimo. Fue fundada hace más de 400 años y es considerado como la frontera norte de Mesoamérica con Aridoamérica. Su etimología es "Heredad en el agua".

## Historia
Estos ranchos eran sedentarios y se dedicaban a la agricultura, como principal actividad, que explotaban en las veras del Petatlán. Su principal cultivo y alimento era el maíz, que sembraban simultáneamente con el frijol, otro de sus alimentos básicos. En el mismo río practicaban la pesca, en el cual lograban capturar especies como el bagre, la lisa y mojarra, entre otros. Como una actividad complementaria a su dieta alimenticia, desarrollaban la caza. En esta región abundaban venados, jabalíes, conejos y pumas.
Se ha discutido mucho el significado y origen del nombre Guasave. Héctor R. Olea, sin dar más explicaciones le atribuye el significado de Cementera; Cervantes Ahumada el de Milpa en cerco; cuyo significado tampoco documenta. El historiador sinaloense Sergio Herrera y Cairo, por su parte, nos remite al libro Arte de la Lengua Cahita (1), escrito por el padre Juan Bautista de Velasco, SJ. a principios del siglo XVII para encontrar con que Huaza; tiene el significado de heredad y el vocablo ba; el de agua, por lo cual la traducción más documentada de Guasave debe ser Heredad-con-agua (Huazaba).
Los antecedentes prehispánicos del municipio de Guasave, cuyo territorio está ubicado en la baja cuenca del río Petatlán, (denominado río Sinaloa por Pedro de Montoya en 1583), constituye uno de los enigmas más interesantes de la historia del noroeste de México, pues a lo largo de los últimos 50 kilómetros de esta corriente fluvial se han encontrado suficientes elementos arqueológicos para establecer que durante el período Azteca II de la civilización mesoamericana un pueblo de avanzada cultura de tipo agrícola se aposentó en una superficie no menor a las 20 000 hectáreas de este territorio.
La antigua villa de Guasave fue elevada a la categoría de ciudad por medio del decreto número 118 de la XLI Legislatura de Sinaloa en agosto de 1954, siendo gobernador del Estado el Dr. Rigoberto Aguilar Pico, presidente municipal Jesús Castro García y diputado del quinto distrito Fidencio Orozco.
Guasave cumplió apenas 66 años de haber obtenido el rango de ciudad en el año 2020, por lo cual es considerada una de las ciudades más jóvenes del estado de Sinaloa. Esta ciudad tiene el cuarto lugar de población en el estado de Sinaloa.

## Clima
Se manifiesta un clima desértico-caluroso. La estación climatológica "El Nudo" localizada a los 108° 28'00" de longitud oeste y los 25° 35'00" de latitud norte, determinó de 1960 a 1982 una temperatura media anual de 24,3 °C; una máxima de 45 °C y una mínima de -1°.
Las temperaturas más alta ocurren durante los meses de junio a octubre y los días más fríos de noviembre a marzo. Esta misma estación de 1940 a 1980, registró una precipitación media de 428.6 mm, una máxima de 781 una mínima de 233,6 mm.
La evaporación total promedio en el año fue de 1.521,44 mm.
Los vientos predominantes son en dirección sudoeste y alcanzan una velocidad de 2 m/s y de 1981 a 1986 la temperatura acusó los siguientes registros: media 25,1 °C, máxima 43 °C mínima 3 °C.
La evaporación total anual se incrementó ligeramente a 1,534.39 milímetros. La precipitación media se elevó respecto al anterior período, registrando 577.9 milímetros, la máxima fue de 829.8 y la mínima de 314.8 milímetros.

## Comercio
Asume una importancia de las actividades primarias, la mayor parte de los establecimientos municipales se dedica al comercio en pequeña escala. El comercio de este municipio es dependiente en gran medida de la actividad agrícola del valle de Guasave.
Para la realización de la actividad comercial, la ciudad de Guasave cuenta con una central de abastos, un mercado municipal, tres plazas comerciales, ocho supermercados (5 tiendas ley, 1 Walmart Super center,) y sucursales (Ley, Merza) fuera de la ciudad (Juan José Ríos, Leyva Solano, Batamote, Estación Bamoa). Así como también un The Home Depot, 2 Autozone, y un Burger King. En total son aproximadamente 233 locales comerciales registrados, en la Cámara de Comercio local, CANACINTRA 170 comercios, COPARMEX 83 comercios, sobresaliendo los abarrotes, farmacias, refaccionarías, carnicerías y tiendas de ropa. Las cuales generan 3, 500 empleos permanentes y 500 empleos eventuales.[cita requerida]
Actualmente la ciudad cuenta con plazas comerciales como:
- Plaza Las Fuentes
- Plaza Cristina
- Plaza Andrea
- Plaza Nío
- Plaza Guasave
- Plaza Río
- Plaza milu
- Plaza Maled
- Plaza Castro

## Actividad económica

### Agricultura
El desarrollo y el avance del municipio de Guasave se refleja principalmente en el sector primario, principalmente la agricultura, donde se cuenta con productores con alta tecnología y hasta aquellos de subsistencia.
La agricultura ocupa un 70% de la superficie municipal, cuenta con más de 346 mil 441 hectáreas, de las cuales 181 mil 542 son de riego, 27 mil 691 pecuarias, 12 mil 570 forestales y 124 mil 638 para otros usos.
Guasave dispone de 758 mil 860 toneladas, gracias a su capacidad de almacenamiento de granos, cereales y oleaginosas se sitúa en tercer lugar a nivel estatal.

### Ganadería
Dentro del municipio de Guasave, la ganadería ha venido a la baja debido a la problemática que existe en cuanto al clima, genética, los precios bajos en ganado en pie, la falta de créditos a largo plazo y la falta de apoyo por parte de gobierno federal y estatal:
Actualmente se cuenta con:
| Tipo de Ganado                              | Cantidad              |
| ------------------------------------------- | --------------------- |
| Ganado de doble propósito (becerro y leche) | 4,500 Cabezas         |
| Ganado de carne (vaca-cría)                 | 25,500 Cabezas        |
| Ganado ovino                                | 7500 Cabezas          |
| Ganado caprino                              | 1500 Cabezas          |
| Ganado porcino                              | 1500 Cabezas          |
| Ganado caballar y mular                     | 1200 Cabezas          |
| Total                                       | 41 700 Cabezas de Res |

La Asociación Ganadera local del municipio de Guasave cuenta aproximadamente con 1885 socios, de los cuales 1200 cuentan con registro de SINIIGA (Sistema Nacional de Identificación Individual del Ganado); el cual es muy importante para obtener la clave de UPP (Unidad de Producción Pecuaria), el cual es un requisito indispensable para poder acceder a los diferentes apoyos de Gobierno.
Los ganaderos del municipio no cuentan con áreas de temporal para pastoreo de su ganado, solamente se hace cuando se realiza la cosecha de los cultivos de maíz, frijol y sorgo en las fechas del 15 de junio al 15 de septiembre aproximadamente; después se estabula y se alimentan con esquilmos de maíz, frijol y sorgo principalmente.
Dentro del municipio existen unos 20 establos de ganado lechero, los cuales son explotados para vender la leche y para la elaboración de productos lácteos.
Los ganaderos del municipio sembraron en el ciclo O.I. 2010-2011 un promedio de 1027 ha del cultivo de alfalfa, 266 ha de zacate sudan y 50 ha de maíz forrajero para su alimentación; además usan para su alimentación complementario la rezaga de los empaques legumbreros y la hoja de elote de la planta La Costeña.

### Pesca
La pesca tradicionalmente ha significado una importante aportación a la economía de Guasave. En el municipio se localizan 7 comunidades dedicadas a la explotación pesquera: El Cerro Cabezón, El Huitussi, El Caracol, El Coloradito, El Tortugo, La Pitahaya y La Boca del Río. Los productores se encuentran asociados en 24 sociedades cooperativas, el número de socios asciende a 1280.
Los cuales cuentan con 585 embarcaciones concesionadas y autorizadas, 50 km de litoral y 24 mil 700 ha de bahías representan un importante potencial pesquero.
El comportamiento productivo de este sector, se ha mantenido constante. En 2010 para los campos pesqueros ha sido la peor temporada de camarón no llegando a las 50 toneladas, la producción que es exportada es alrededor de 90% por su alto valor comercial en el extranjero, el 10% ciento fue para el consumo local y consumo nacional. Además cuenta con 4 plantas congeladoras no se tiene conocimientos de cuantos empleos generan ni cual es su capacidad puesto que son empresas privadas.

### Acuacultura
Guasave cuenta con 24 mil ha susceptibles de aprovechamiento acuícola, que representan, el 16 por ciento de las 150 mil hectáreas con esas mismas características a nivel estatal. En el municipio existen actualmente 51 granjas camaronícolas en operación, de las cuales, 32 corresponden al sector ejidal, 16 de propiedad privada y el resto de concesión federal, estas granjas aprovechan el 15.47 por ciento de la superficie con vocación acuícola del municipio, además representan el 32 por ciento de las granjas establecidas en el estado. La inversión productiva, considerando obras de infraestructura, instalaciones y equipo asciende aproximadamente a 130 millones de pesos contando con una superficie total de espejo de agua de 3 mil 712 hectáreas.
En el periodo comprendido de 1993 a 1996, la producción de camarón cultivado en el municipio alcanzó las seis mil toneladas, alcanzando un valor de 166 millones de pesos. Estas cifras representan el 20 por ciento del volumen y el 22 por ciento de valor generados en Sinaloa.

### Industria
La industria del municipio de Guasave esta estrechamente relacionada con la agricultura. Las actividades industriales más importantes en este municipio, además de la agroindustria, son el procesamiento y enlatado de comestibles. La zona industrial de Guasave se encuentra hacia el norte, sobre la carretera internacional, con 769,275 M².
Las agroindustrias que sobresalen son la Tomasi, Tomisa y Sinalopasta (en venta), las tres se caracterizan por el procesamiento del cultivo del tomate regional, como principal materia prima. De igual forma existe La Costeña que se caracteriza por la elaboración de chiles y conservas de la más alta calidad, Contec Sumitomo (fábrica de arneses automotriz), Hikam Tecnologías (fabricación de material y accesorios electrónicos), así como 49 congeladoras de productos marinos y 41 bodegas (almacenes) de depósito con capacidad de 220 mil t de almacenamiento y 14 secadoras de granos.
Las principales ramas industriales son: elaboración de alimentos para animales, fabricación de hielo, procesamiento y enlatado de frutas y verduras, fabricación de muebles y colchones, productos químicos, congelación de mariscos y fabricación de artículos metálicos.
Guasave cuenta con el Parque Industrial El Burrion, es una zona industrial con grandes reservas de terrenos que comprenden un área estratégicamente ubicada a la salida sur de la Ciudad de Guasave, en el kilómetro 139 de la Carretera México -15.
Es un asentamiento industrial completamente urbanizado que cuenta con todo tipo de servicios que por su ubicación estratégica la hacen atractiva para desarrollo de negocios. Inmobiliaria Nieblas ofrece una nave industrial de 3421 m² (divisible) con todos los servicios para este tipo de giro entre los que se destacan áreas de estacionamiento, oficinas equipadas, muelles de descarga, accesos al interior, iluminación natural. Este parque está planeado bajo los conceptos más modernos del urbanismo industrial, cumple satisfactoriamente con la norma mexicana de Parques Industriales NMX-R046-SCFI-2005; contribuyendo a la preservación ecológica y la desconcentración industrial.

## Demografía
Según los datos del XIV Censo de Población y Vivienda del Instituto Nacional de Estadística y Geografía, Guasave cuenta con una población de 77,849 habitantes, convirtiéndola en la 4ª ciudad más poblada de Sinaloa por debajo de Culiacán Rosales, Mazatlán y Los Mochis.

### Población de Guasave 1900-2020
| Gráfica de evolución demográfica de Guasave entre 1900 y 2020                                     |
|                                                                                                   |
| Población de los censos del Instituto Nacional de Estadística y Geografía (INEGI) de 1900 a 2020. |

### Zona metropolitana

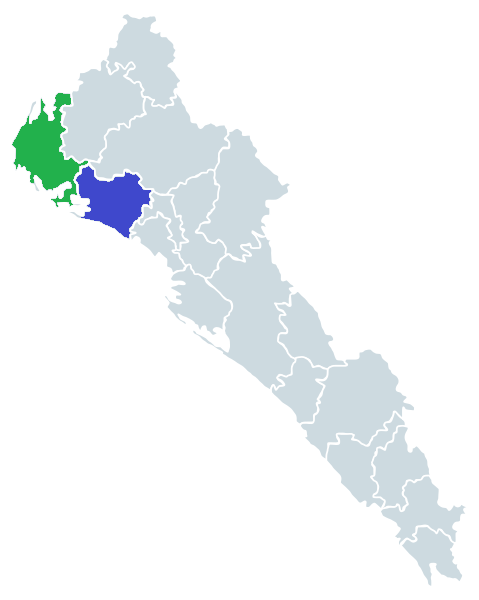
La zona metropolitana de Los Mochis-Guasave estaría formada por:
Municipio de Ahome
Municipio de Guasave

Se ha propuesto la creación de la zona metropolitana de Los Mochis-Guasave, en la cual se vería beneficiada la población de los municipios de Ahome y Guasave, porque se podrá obtener un presupuesto especial para infraestructura de áreas metropolitanas que tiene la federación.
Para la creación de la zona metropolitana se cumplen todos los requisitos, pero todavía no se han iniciado los trámites necesarios para crearla.
En el censo de 2015, el municipio de Ahome tenía una población de 449,215 habitantes, y el municipio de Guasave tenía una población de 295,353 habitantes, así que la población total en ambos municipios era de 744,568 habitantes. Con la creación de esta zona metropolitana se crearían polos de desarrollo entre las dos ciudades principalmente en Juan José Ríos, Ruiz Cortines y Leyva Solano-Batamote, aunado a esto el crecimiento de la ciudad de Guasave hacia la zona norte y poniente.

## Vías de comunicación
Guasave, es uno de los municipios del estado mejor comunicado, porque cuenta con una infraestructura y red de carreteras muy completa. Esto se debe a que la topografía del valle es sumamente plana, permitiendo que la construcción de la red de carretera sea menos costosa.
El inventario de caminos pavimentados en el municipio, hacen una longitud total de 360.8 km lineales, así mismo, cuenta con 283.6 km lineales de caminos revestidos y 611.0 km lineales en obras de terracería, haciendo esto un total de 1 mil 255.4 km el inventario de carretera y caminos vecinales, que intercomunican todas las comunidades del municipio con la cabecera municipal y otros puntos del estado.
Una de las principales vías de comunicación del municipio, es sin duda alguna, la supercarretera Internacional de cuatro carriles México 15, Guasave-Los Mochis (60 km). Dicha carretera atraviesa de norte a sur el municipio, con una longitud aproximada de 73 km (Las Brisas-Juan José Ríos).
En relación con el sistema ferroviario, existen 6 estaciones ferroviarias: León Fonseca, Estación Bamoa, Zopilote, Estación Capomas, Toruno y el ramal Naranjo-Guasave cuya terminal se encuentra en la zona industrial de la Cabecera Municipal.
El municipio cuenta con un Aeropuerto Nacional Campo Cuatro Milpas localizado en el predio Camagüey a 15 kilómetros de la ciudad de Guasave, ofrece una pista pavimentada, con una longitud aproximada de 2 km. De igual forma, se localizan en el municipio de Guasave varias aeropistas tipo rural.

## Deportes
Guasave cuenta con cuatro equipos profesionales.

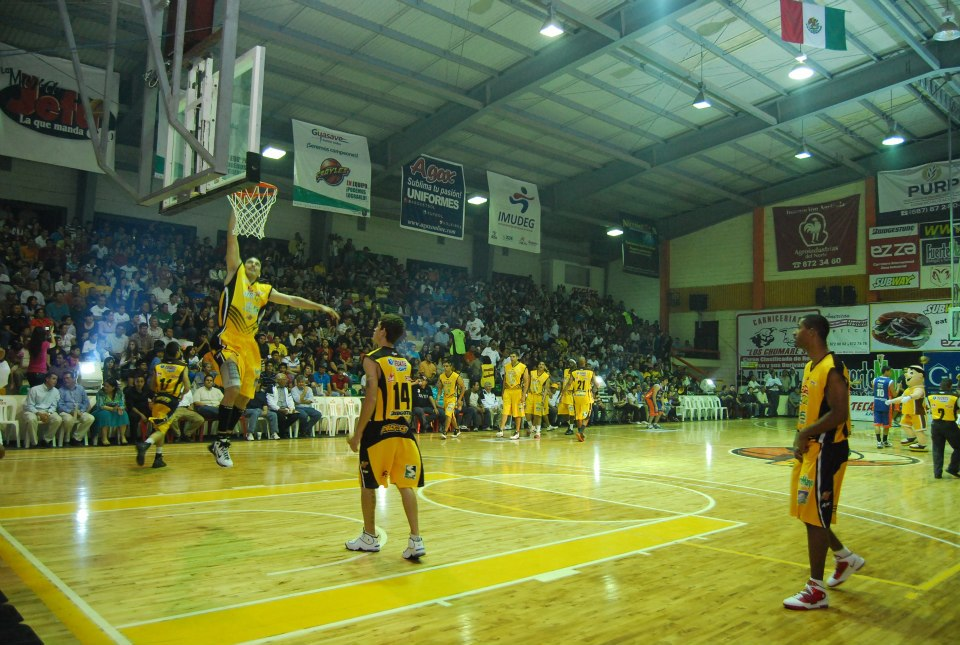
Gimnasio Luis Estrada Medina, mejor conocido como "El Monasterio"

El primero es un equipo de fútbol de la tercera División cuyo nombre es Diablos Azules de Guasave, su estadio es el "Guasave 89" que tiene un aforo de 17,000 personas.
Los Algodoneros de Guasave son un equipo de béisbol de la Liga Mexicana del Pacífico, su estadio es el Francisco Carranza Limón que tiene un aforo de 10,500 personas.
El equipo de basquetbol que participa en el Circuito de Baloncesto de la Costa del Pacífico, liga conocida como CIBACOPA cuyo nombre son los Frayles de Guasave su estadio es el Luis Estrada Medina  con capacidad para 1650 (butacas) personas.
El equipo de basquetbol que participa en el Circuito de Baloncesto del Pacífico, liga conocida como CIBAPAC cuyo nombre son las Liebres de Guasave también con sede en el gimnasio Luis Estrada Medina. 

Además la ciudad cuenta con muchas ligas de béisbol y fútbol entre las que destacan: Liga Linces de Guasave con cede en el complejo de baseball "Arturo Peimbert Camacho", Liga San José Guasave con cede en el complejo de béisbol homónimo. También el municipio cuenta con ligas de 1.ª, 2.ª y 3.ª fuerza de béisbol.
También cabe destacar que en las artes marciales Taekwondo, Guasave cuenta con una medalla de oro obtenida en esta disciplina durante los Juegos Olímpicos de Beijing 2008 por María del Rosario Espinoza Espinoza oriunda de San José de la Brecha.

## Atractivos
Para los amantes de la historia Guasave también cuenta con dos importantes centros históricos que consisten en dos edificaciones construidas por misioneros jesuitas, una de ellas se encuentra en el pueblo de Nío consistente en las ruinas de un templo y el otro es el Templo de Nuestra Señora del Rosario y se encuentra en el barrio antiguo de la ciudad conocido como "el Guasave viejo".

## Presidentes municipales
| Presidente Municipal                       |
| ------------------------------------------ |
| Francisco P. Ruiz 1917-1919                |
| Nicolás Pinto Ruiz 1919                    |
| Manuel María García Bojórquez 1920         |
| Salomé Apodaca 1921-1922                   |
| Ismael Ruiz 1923-1924                      |
| Emilio Menchaca Benard 1925-1926-1928-1929 |
| Ignacio Camacho 1927-1928                  |
| Pedro P. Obeso 1929                        |
| José Quiñones 1930                         |
| Juan Bautista Ahumada 1931-1932            |
| Vidal Pinto Solano 1933-1934               |
| Genaro Soto Castillo 1935-1936             |
| Daniel García Angulo 1936                  |
| Jesús María Armenta 1937-1938              |
| Pomposo V. Sandoval 1939-1940              |
| Luciano Leyva 1941-1942                    |
| Miguel Leyson Pérez 1943-1944              |
| Fortunato Álvarez Gaxiola 1945-1946        |
| Andrés Meyer Bell 1947                     |
| Manuel Sarmiento Sarmiento 1948            |
| Luis Gutiérrez Figueroa 1949-1950          |
| José I. Liera 1951-1952                    |
| Leovigildo Rojas Alcántara 1953            |
| Jesús Castro García 1954-1956              |
| Florencio Bojórquez Arredondo 1956         |
| Juan Angulo Leyva 1957-1959                |
| Margarito Quiñones Escamilla 1960-1962     |
| Jesús María Vázquez Rochín 1963-1965       |
| Pablo Rubio Espinoza 1966-1968             |
| José de Jesús Sánchez Camacho 1969-1971    |
| Manuel de Jesús Félix Almada 1972-1974     |
| Jesús María Cervantes Atondo 1975-1977     |
| Héctor Othón Mena Camacho 1978-1980        |
| Roque Chávez Castro 1981-1983              |
| Lic. José Luis Leyson Castro 1984-1986     |
| Lic. Juan Burgos Pinto 1987                |
| C.P. Fausto Orozco Gámez 1987-1989         |
| José Jaime Armenta Cervantes 1990-1992     |
| Lic. Alberto López Vargas 1993-1995        |
| Jaime Saúl Leyva Díaz 1996-1998            |
| Armando Leyson Castro 1999-2001            |
| Raúl Inzunza Dagnino 2002-2004             |
| Domingo Ramírez Armenta 2005-2007          |
| Blas Ramón Rubio Lara 2007                 |
| Jesús Burgos Pinto 2008-2010               |
| Ramón Barajas López 2011-2013              |
| Armando Leyson Castro 2014-2016            |
| Diana Armenta Armenta 2017-2018            |
| Aurelia Leal López 2018-2021               |
| Martín Ahumada Quintero 2021-2024          |
| Cecilia Ramírez Montoya 2024-2027          |

## Fiestas y tradiciones
En la ciudad de Guasave se celebra año con año una fiesta tradicional religiosa: el día de la Virgen del Rosario (el primer domingo de octubre y el último domingo de noviembre), en la cual se reúnen gran número de personas de todas las localidades del municipio.
Asimismo destaca el Festejo del Aniversario de la Fundación de Guasave, que se celebra la última semana de mayo, con feria, palenque, eventos culturales y juegos.
El carnaval de Guasave, también es una fiesta popular que se está arraigando, en el 2016 fue la quinta edición y  la asistencia de más de 50 mil personas en los 6 días de festejos carnestolendas.

## Personas destacadas
- Miguel C. Castro, compositor.
- María del Rosario Espinoza, medallista olímpica.
- Roberto Osuna Quintero, beisbolista profesional de las Grandes Ligas.
- Valentín Elizalde, cantante.
- El Bebeto, cantante.
- Pancho Barraza, cantante.
- Remmy Valenzuela, cantante.
- Dalilah Polanco, actriz y comediante.
- Martín Cortez, actor y productor.
- Manuel Ruiz, cantante.
- Chayito Valdez, cantante.
- Miguel Martínez, actor y cantante.
- Luis Arturo Romero Valenzuela, cantante y acordeonista.
- Juan Francisco Valenzuela, futbolista.
- Virlan García, cantante.
- Maryely Leal Cervantes, Mexicana Universal Sinaloa 2017.
- Gabriel Gutiérrez, beisbolista profesional y exprospecto de los Dodgers de Los Ángeles.
- Manny Rodríguez, beisbolista profesional.
- Cecilio Acosta,  exbeisbolista profesional de las Grandes Ligas.
- Gilberto "Tiba" Sepúlveda, futbolista profesional y seleccionado nacional.
- Miguel Suárez, exbeisbolista profesional.
- Randy Gálvez, exbeisbolista profesional.
- Jose Heberto Félix, beisbolista profesional y exprospecto de Rangers de Texas.
- Lalo "el Gallo" Elizalde, cantante.
- Octavio Norzagaray, cantante.
- Martín Acosta, músico.
- Mario Valenzuela, beisbolista.
- Grupo musical Hermanos Cota.